# Biblioteka Pedagogiczna w Augustowie
Biblioteka Pedagogiczna w Augustowie – biblioteka pedagogiczna działająca w Augustowie w latach 1952–2014.

## Historia
Biblioteka Pedagogiczna w Augustowie powstała w 1952 na bazie biblioteki nauczycielskiej przy Powiatowym Zarządzie Związku Nauczycielstwa Polskiego. W 2002 stała się filią nowo utworzonego Centrum Edukacji Nauczycieli w Suwałkach. Z dniem 31 sierpnia 2014 biblioteka została zlikwidowana uchwałą Sejmiku Województwa Podlaskiego, zaś księgozbiór przekazano Miastu Augustów jako darowiznę. Księgozbiór w grudniu 2014 trafił do Filii nr 2 Miejskiej Biblioteki Publicznej w Augustowie, mieszczącej się przy ul. Komunalnej.
Rozwój księgozbioru:
- 1955 – 1 523
- 1960 – 3 006
- 1970 – 9 634
- 1997 – 32 568
- 2009 – 42 756

## Informacje o bibliotece
Ostatnia siedziba biblioteki mieściła się w Augustowie przy ul. Młyńskiej 52. Zajmowała pow. 230 m kw w budynku, w którym zlokalizowane były również inne instytucje publiczne.
W roku 2009 w księgozbiorze biblioteki znajdowało się 42 756 woluminów (39 963 książek, 1762 czasopism oprawionych, 1031 w zbiorach specjalnych). Prenumerowano 47 czasopism. Zarejestrowanych było 1020 czytelników, zaś personel stanowiły 2 osoby.
Biblioteka udostępniała m.in.: literaturę z zakresu pedagogiki i nauk pokrewnych, publikacje naukowe i popularnonaukowe, literaturę piękną (klasyka światowa, lektury szkolne), wydawnictwa z zakresu bibliotekoznawstwa i informacji naukowej, programy nauczania, podręczniki szkolne, materiały dotyczące regionu i oświaty regionalnej.
Placówka prowadziła również działalność pedagogiczną i kulturalno-oświatową, w tym: konsultacje dla nauczycieli i uczniów, warsztaty dla nauczycieli bibliotekarzy, lekcje biblioteczne, spotkania literackie i z regionalistami, konkursy dla uczniów. W czytelni działało Internetowe Centrum Informacji Multimedialnej – ICIM.